# 張拔都
张拔都（?—?），金朝末年昌平县（今北京市昌平区西）人。
1211年，成吉思汗南征，张拔都率众归附蒙古帝国。願為前驅，留备宿卫。從近臣漢都虎西征畏兀儿、西夏。又经陇、蜀入洛阳，面颊中流箭而不退却，以勇敢善战赐名拔都。漢都虎專任於他。1234年，金朝灭亡，漢都虎担任砲手諸色軍民人匠都元帥，守真定。漢都虎去世，無子，张拔都代为炮手诸色军民人匠都元帅。漢都虎兄子贍闍長大后，张拔都歸政終老。张拔都之子张忙古台，從蒙哥攻蜀釣魚山、苦竹二壘，以勇敢著称。1260年，賜銀符，預議砲手軍府事。改易金符，為行軍千戶，從征襄樊有功，卒。张忙古台之子张世泽。

## 延伸阅读
[在维基数据编辑]
 《元史·卷151》，出自宋濂《元史》
 《新元史/卷147》，出自柯劭忞《新元史》